# Зуевка (Донецкая область)
Зу́евка (укр. Зу́ївка) — посёлок в Донецкой области Украины. C 2014 года находится под контролем самопровозглашенной Донецкой Народной Республики.

## Географическое положение
Расположен в 45 км восточнее Донецка. Состоит под управлением Зуевского поселкового совета, в свою очередь подчиняющегося Харцызскому городскому совету.

### Ландшафт
Посёлок располагается в центрально-восточной части Донецкой области на пологих склонах левого берега Крынки, на месте впадения реки Ольховой (левого притока Крынки). С запада и юга граница посёлка проходит по Крынке, а с севера — по реке Ольховой.
Рядом с поселком расположены три водохранилища: на северо-востоке — Ольховское, на северо-западе — Ханженковское и на юге — Зуевское. На западе Ольховского водохранилища, северней и западней от его плотины, находится выход скальных пород Донецкого кряжа. Высота скал местами доходит до 30 м. Благодаря своим ландшафтно-геологическим особенностям это место пользуется широкой популярностью среди любителей альпинизма и скалолазания всей Донецкой области и в обиходной речи носит название Зуевский скалодром.
Часть территории, принадлежащей Зуевскому поселковому совету, входит в состав регионального ландшафтного парка «Зуевский».

### Соседние населённые пункты
З: Горное, город Харцызск
СЗ: Нижняя Крынка (выше по течению Крынки)
С: Молодой Шахтёр
СВ: Ольховка
В: Лобановка, город Шахтёрск (выше по течению Ольховой)
ЮВ: Цупки, Певчее
ЮЗ: Медвежье, Золотарёвка, Водобуд
Ю: город Зугрэс (примыкает; ниже по течению Крынки)

Виды на Зуевку
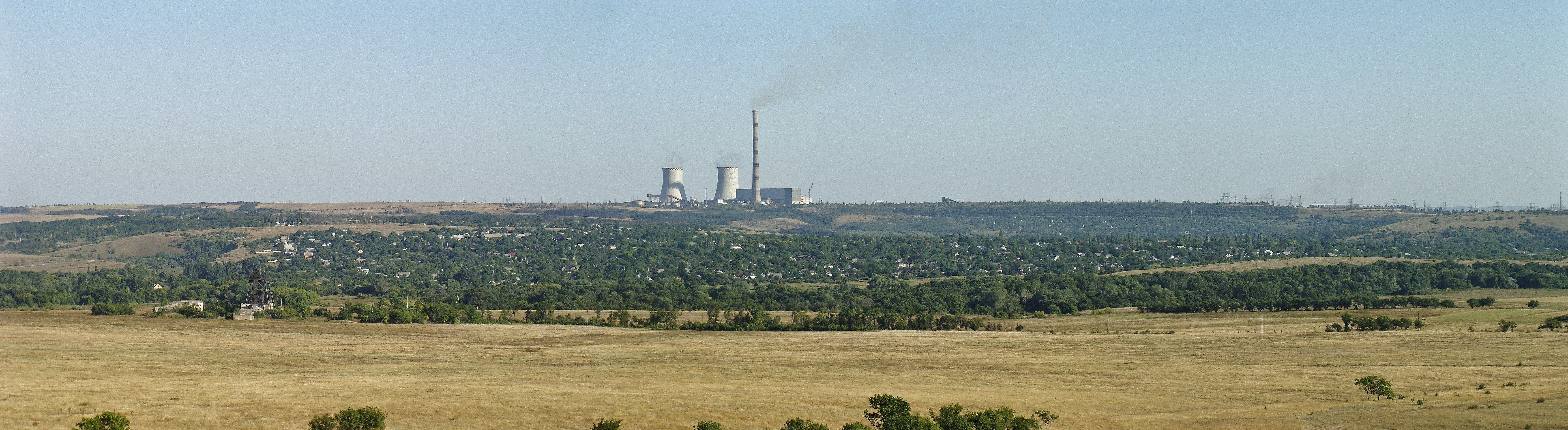
С северо-запада
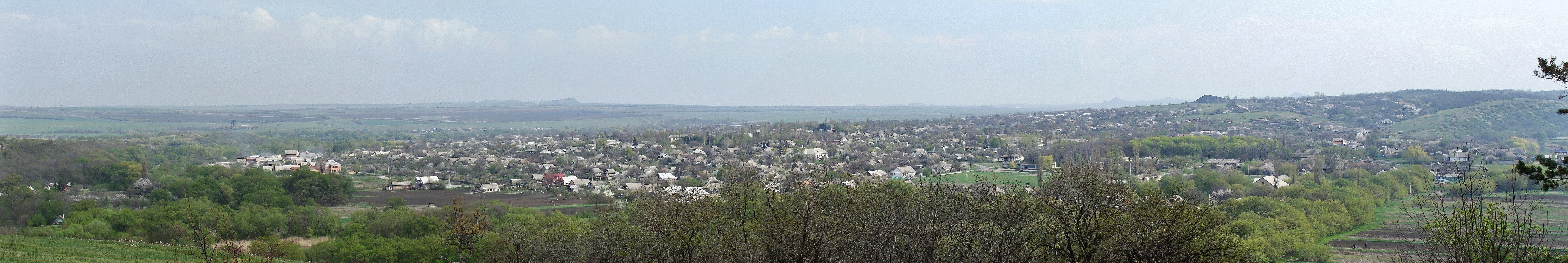
С юга
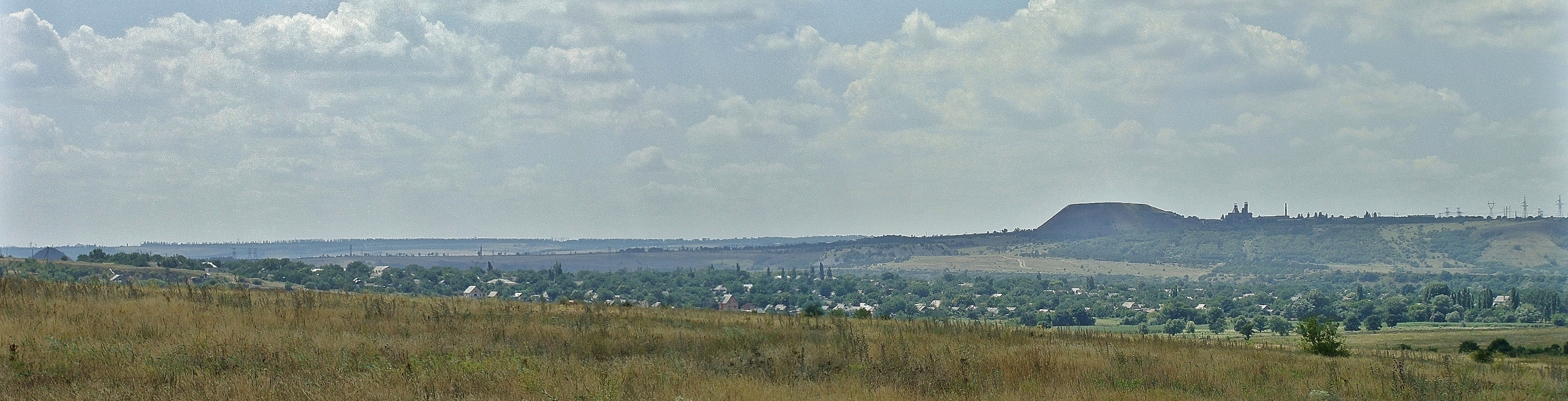
С северо-востока

## История
С XV по XVII век территория находилась во власти Крымского ханства. Фактически эти обширные степи долгое время оставались малозаселенными. Сюда, в междуречье Крынки и Ольховой с множеством балок и высоким каменным берегом, на необжитые земли Дикого поля, спасаясь от крепостного права, бежали сотни крестьян.  
В 1777 году генерал-майор войска Донского Дмитрий Иванович Иловайский, брат атамана войска Донского Алексея Ивановича, получившего от Екатерины ІІ земли за поимку Пугачева, строит свое имение и называет слободу Зуевской.
Расстраивается имение Дмитрия Ивановича Иловайского, растет слобода Зуевская, появляются другие зажиточные династии. В 1785 году Дмитрий Иванович Иловайский привозит 500 крестьянских семей из Саратовской губернии и селит их на своей земле в районе Макеевки. Часть семей селят в Зуевке. Это семьи Скуратовых, Попковых, Марасиных, Киселевых и других.
14 мая 1796 года заложена первая деревянная церковь во имя Живоносного источника Божьей Матери, освящена 20 января 1797 года. В феврале 1803 года на другом месте была заложена каменная церковь, освящена 25 сентября 1804 года, колокольни не было, колокола находились при входе в церковь на паперти, до 1840 года церковь была однопрестольной.
Великая Отечественная война не прошла стороной поселок Зуевка и его жителей. С момента всеобщей мобилизации зуевчане призывались в ряды Советской Армии и воевали на всех фронтах, защищая Родину от немецко-фашистских захватчиков. Территория поселка Зуевка была оккупирована с 26 октября 1941 года по 3 сентября 1943 года. Линия фронта через Зуевку не проходила, поэтому военные действия здесь не влесись, но бомбежки были. На территории поселка были расквартированы немецкие и итальянские солдаты, стояла боевая техника. В поселке была установлена новая власть, назначен староста и директор школы, изменена учебная программа. С первых дней шли усиленные аресты коммунистов, комсомольцев, евреев. В шахте «1-5 Коммунист» выбирались целики и отправляли уголь в Германию. Мирных жителей, женщин и детей, гоняли к линии фронта на рытье окопов.
В парке бывшего имения Иловайского, где произрастало 60 сортов сирени, большое разнообразие хвойных и лиственных пород, два бассейна, фонтан, все безжалостно уничтожалось. Деревья и кустарники рубились на дрова. На территории колхоза находился концлагерь, где содержалось около 400 советских военнопленных. 
В годы Великой Отечественной войны на территории поселка действовала подпольная группа, входившая в партизанский отряд «За Родину». Патриоты распространяли советские листовки, сводки Совинформбюро, уничтожали гитлеровцев, спасали молодежь от угона на каторжные работы в гитлеровскую Германию. В борьбе против немецко-фашистских захватчиков принимали участие 509 жителей Зуевки: 171 — погиб смертью храбрых, 329 — отмечены правительственными наградами.
В 1953 году на братской могиле 95 воинов Красной Армии, павших при освобождении поселка от гитлеровцев, установлен памятник. Возле средней школы в 1974 году сооружен памятник   3ое Космодемьянской.
За высокие показатели в труде около 700 жителей поселка награждены орденами и медалями СССР.
Орден Ленина получили:
- горнорабочий очистного забоя П. Н. Гончарук,
- секретарь парторганизации птицефабрики Л. А. Слепнев.

Орден Октябрьской Революции получили:
- рабочий очистного забоя Ю. Н. Калмык,
- бригадир птицеводческой бригады птицефабрики Я. П. Ивашин,
- директор птицефабрики П. Т. Демченко.

Бригадиру комплексной бригады горнорабочих очистного забоя М. Е. Ефремову присвоено звание Героя Социалистического Труда.
По состоянию на начало 1972 года основой экономики посёлка являлась добыча каменного угля.
В 1978 году численность населения составляла 5,8 тыс. человек, здесь действовали участок Ольховского гидроузла, племптицесовхоз «Зуевский», комбинат бытового обслуживания, средняя школа, поликлиника, два клуба и две библиотеки.
В 1989 году численность населения составляла 4282 человека.
В ноябре 1994 года Кабинет министров Украины передал находившийся в посёлке племптицесовхоз «Зуевский» в коммунальную собственность Донецкой области.
По состоянию на 1 января 2019 года численность населения составляла 3107 человек

### Памятники
Близ Зуевки найдена каменная скульптура кочевников XI—XII веков.
До Октябрьской революции на базарной площади (на месте детсада «Дружные ребята») был установлен бронзовый памятник царю Николаю ІІ и памятная доска царю Александру. В 1920 году памятник демонтирован и увезен в Харцызск для переплавки.
В 1922 году был установлен обелиск на Братской могиле, где были похоронены участники революции, расстрелянные белыми в декабре 1919 года.
В 1955 году были перезахоронены солдаты, которые погибли в 1941—1943 гг., защищая поселок Зуевка от немецких захватчиков. В Братскую могилу перенесли прах советских военнопленных, которые умерли от холода, голода, болезней или были убиты немцами в концлагере, который находился в бывшей колхозной конюшне. Этот обелиск стоял до 1975 года.
В 1928 году был установлен памятник-бюст В. И. Ленину, недалеко от Братской могилы. Но в 1963 году памятник был убран, так как он был изготовлен примитивно и не выдержал испытания временем.
В 1954—1955 гг. перед зданием клуба совхоза «Горняк — 4» были поставлены памятники В. И. Ленину.
В 1974 году возле Зуевской средней школы № 11 был установлен памятник комсомолке-партизанке Зое Космодемьянской, чье имя носила пионерская дружина с 1964 года.  В Донецком художественном комбинате была заказана скульптура Зои в полный рост в партизанском полушубке и с автоматом. Учащиеся заработали на памятник 4 871 рубль. 29 ноября 1974 года в день гибели Зои был открыт памятник, состоялся митинг, на котором выступили: представитель ГККПУ М. В. Савцов и секретарь ГКСМУ П. П. Пащенко.

## Инфраструктура
В поселке работают:
- средняя школа,
- клуб,
- библиотека,
- пункт медицинской помощи,
- аптека,
- детский сад,
- почтовое отделение,
- сберкасса.

## Транспорт
Зуевка находится в 8 км к северо-востоку от железнодорожной станции Харцызск (на линии Ясиноватая — Иловайская).

## Интересные факты
- В честь поселка были названы электростанции ЗуГРЭС (сейчас — ЗуЭТЭЦ) и ЗуГРЭС-2 (ныне — ЗуТЭС), которые, в свою очередь, дали названия соответственно городу Зугрэс и микрорайону Зугрэс-2.
- Название «ЗуГРЭС» является аббревиатурой и расшифровывается как «Зуевская государственная районная электрическая станция».